# Taisnières-sur-Hon
« Malplaquet » redirige ici.  Pour la bataille du XVIIIe siècle, voir bataille de Malplaquet.
Taisnières-sur-Hon est une commune française située dans le département du Nord, en région Hauts-de-France.

## Géographie

### Situation
Taisnières-sur-Hon se trouve à la frontière avec la Belgique. Elle est composée d'un centre-ville bien distinct de son hameau Malplaquet distant de deux kilomètres. Neuf ruisseaux coulent sur le territoire de la commune. Les communes à proximité sont :Hon-Hergies, La Longueville, Audignies, Bavay et Houdain-lez-Bavay.

### Communes limitrophes
| Hon-Hergies             |                    |                |
|                         | Taisnières-sur-Hon |                |
| Houdain-lez-Bavay Bavay |                    | La Longueville |

### Hydrographie

#### Réseau hydrographique
La commune est située dans le bassin Artois-Picardie. Elle est drainée par l'Hogneau, la petite honnelle, le ruisseau du Bléron, la Ferme du Gard, la Ferme du Moulin Williot, la Folie, la Noire Femme, le ruisseau de Goez, le ruisseau de la Roulerie, le ruisseau de Landrieux, le ruisseau de l'érelle, le ruisseau de Louvion, le ruisseau des Bas vents, le ruisseau des Marnières et un autre petit cours d'eau,.
L'Hogneau, d'une longueur de 38 km, prend sa source dans la commune de La Longueville et se jette  dans le canal de Mons à Thivencelle, après avoir traversé neuf communes en France et une partie en Belgique. 

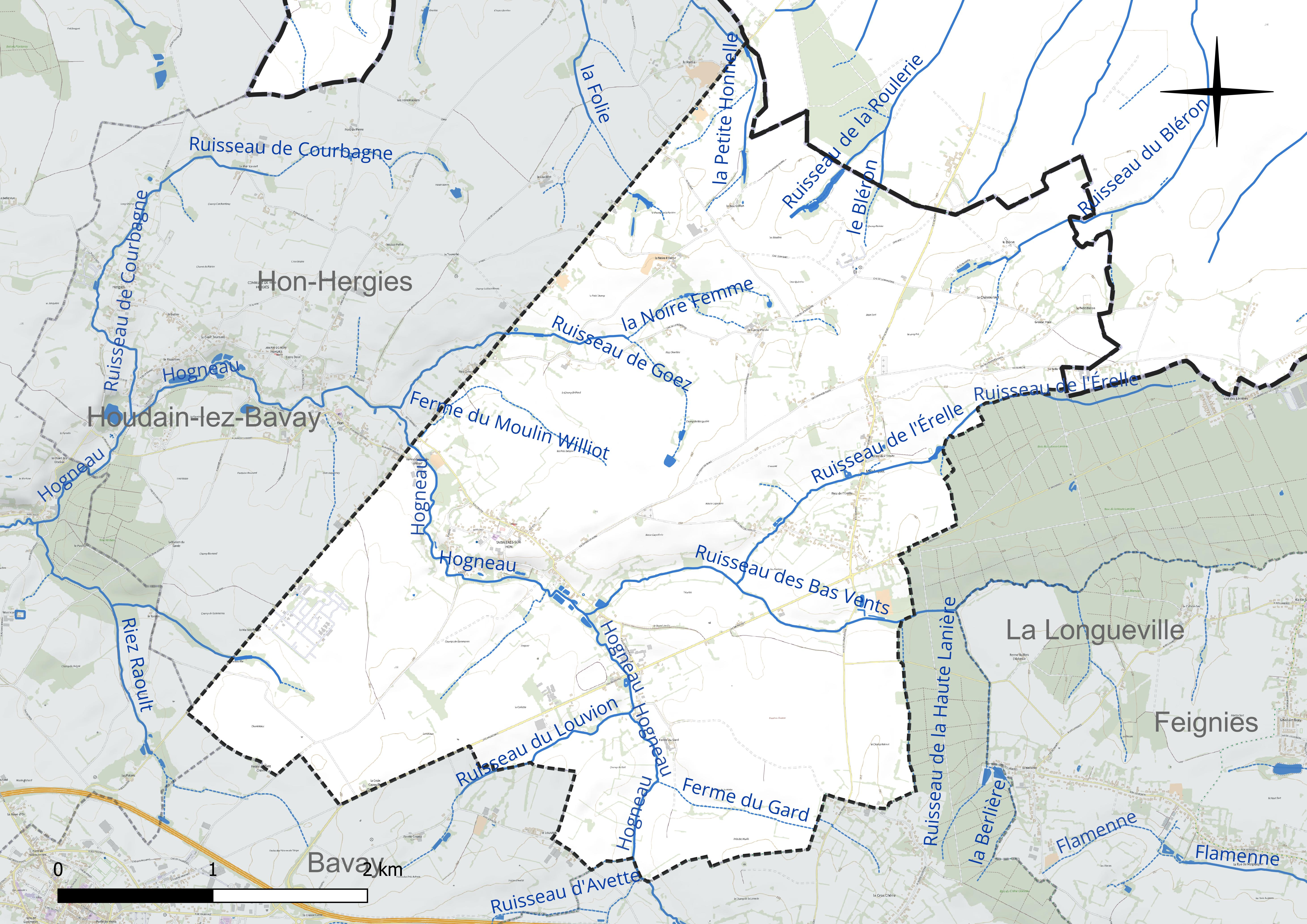
Réseau hydrographique de Taisnières-sur-Hon.

#### Gestion et qualité des eaux
Le territoire communal est couvert par le schéma d'aménagement et de gestion des eaux (SAGE) « Escaut ». Ce document de planification concerne un territoire de 2 005 km2 de superficie, délimité par le bassin versant de l'Escaut. Le périmètre a été arrêté le 9 juin 2006 et le SAGE proprement dit a été approuvé le 13 juillet 2021. La structure porteuse de l'élaboration et de la mise en œuvre est le syndicat mixte Escaut et Affluents (SyMEA). 
La qualité des cours d'eau peut être consultée sur un site dédié géré par les agences de l'eau et l'Agence française pour la biodiversité. 

### Climat
Pour des articles plus généraux, voir Climat des Hauts-de-France et Climat du Nord.
En 2010, le climat de la commune est de type climat des marges montargnardes, selon une étude du CNRS s'appuyant sur une série de données couvrant la période 1971-2000. En 2020, Météo-France publie une typologie des climats de la France métropolitaine dans laquelle la commune est exposée à un climat océanique altéré et est dans la région climatique  Nord-est du bassin Parisien, caractérisée par un ensoleillement médiocre, une pluviométrie moyenne régulièrement répartie au cours de l'année et un hiver froid (3 °C). 
Pour la période 1971-2000, la température annuelle moyenne est de 10 °C, avec une amplitude thermique annuelle de 15 °C. Le cumul annuel moyen de précipitations est de 853 mm, avec 12,5 jours de précipitations en janvier et 10 jours en juillet. Pour la période 1991-2020, la température moyenne annuelle observée sur la station météorologique la plus proche, située sur la commune de Saint-Hilaire-sur-Helpe à 21 km à vol d'oiseau, est de 10,5 °C et le cumul annuel moyen de précipitations est de 802,4 mm,. Pour l'avenir, les paramètres climatiques de la commune estimés pour 2050 selon différents scénarios d'émission de gaz à effet de serre sont consultables sur un site dédié publié par Météo-France en novembre 2022.

## Urbanisme

### Typologie
Au 1er janvier 2024, Taisnières-sur-Hon est catégorisée commune rurale à habitat dispersé, selon la nouvelle grille communale de densité à sept niveaux définie par l'Insee en 2022.
Elle est située hors unité urbaine. Par ailleurs la commune fait partie de l'aire d'attraction de Maubeuge (partie française), dont elle est une commune de la couronne,. Cette aire, qui regroupe 65 communes, est catégorisée dans les aires de 50 000 à moins de 200 000 habitants,.

### Occupation des sols
L'occupation des sols de la commune, telle qu'elle ressort de la base de données européenne d'occupation biophysique des sols Corine Land Cover (CLC), est marquée par l'importance des territoires agricoles (96,2 % en 2018), une proportion sensiblement équivalente à celle de 1990 (96,3 %). La répartition détaillée en 2018 est la suivante : 
terres arables (55,4 %), prairies (34,6 %), zones agricoles hétérogènes (6,2 %), zones urbanisées (3,2 %), forêts (0,6 %). L'évolution de l'occupation des sols de la commune et de ses infrastructures peut être observée sur les différentes représentations cartographiques du territoire : la carte de Cassini (XVIIIe siècle), la carte d'état-major (1820-1866) et les cartes ou photos aériennes de l'IGN pour la période actuelle (1950 à aujourd'hui).

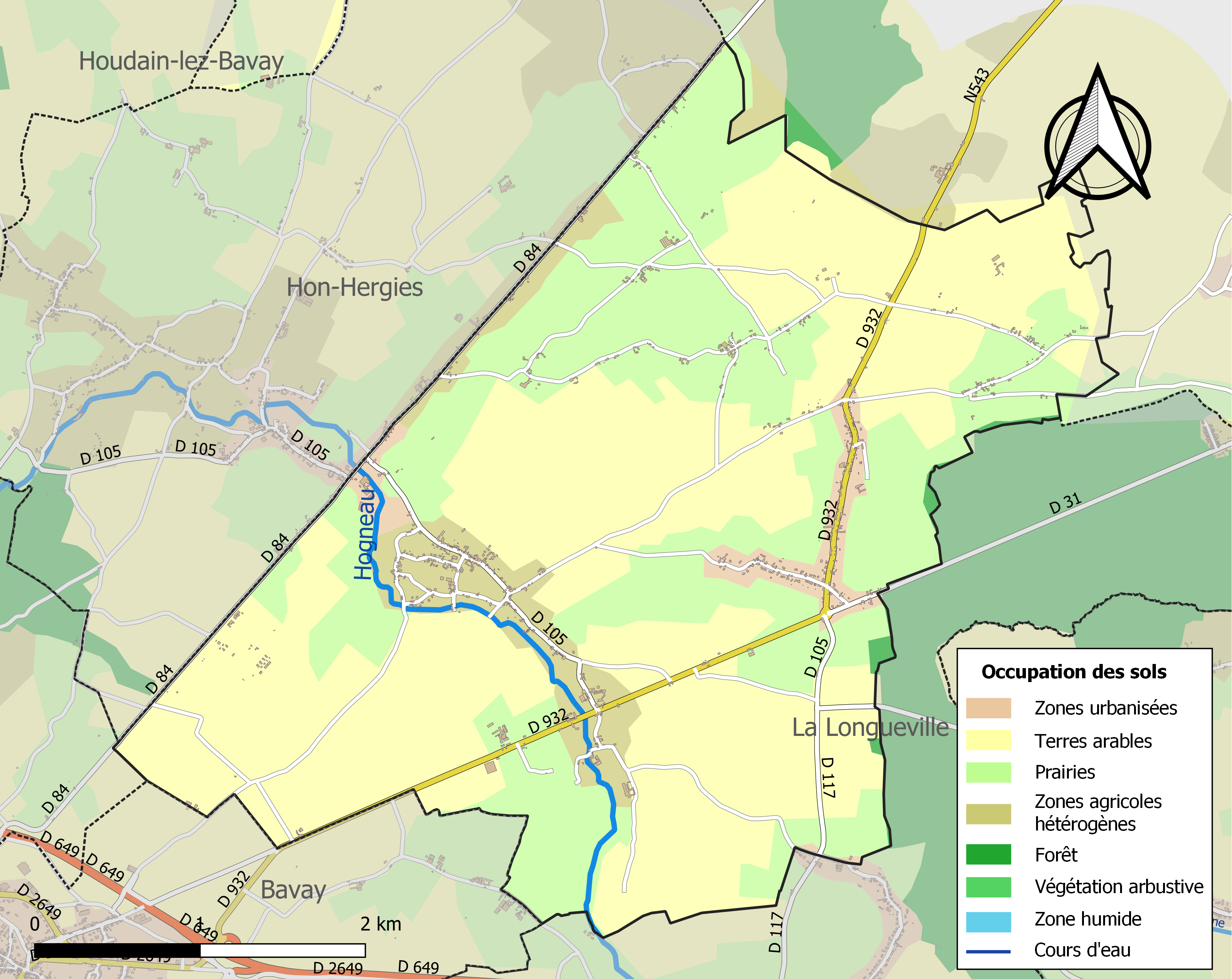
Carte des infrastructures et de l'occupation des sols de la commune en 2018 (CLC).

## Toponymie
« Taisnières » tire son nom de l'ancien nom du blaireau, taisson en ancien français, issu du bas latin taxo(nem), suivi du suffixe -aria, qui indique une présence. La signification serait donc « lieu où il y a des blaireaux », « repaire des blaireaux ».
« Hon » est le nom de la rivière qui pourrait être issu du gaulois onna (« cours d'eau »).

## Histoire
Taisnières-sur-Hon est mentionné en 1186 en tant que paroisse du décanat de Bavay. L'abbaye de Lobbes y possédait des biens, des privilèges et la collation de la cure, ainsi que le revenu de trois chapelles : la chapelle Saint-Nicolas (après 1724: chapelle Sainte-Chatharine), la chapelle de Sainte-Marie et la chapelle Saint-Michel à Malplaquet, construit en 1600. Un château a existé au hameau de Surhon mais il a disparu à une date inconnue bien avant la Révolution.
La bataille de Malplaquet s'est déroulée le 11 septembre 1709 autour du hameau de Malplaquet, situé sur le territoire de la commune.
En 2010, dans le cadre de la célébration du tricentenaire, la commune a inauguré à Malplaquet le Square de la Bataille de Malplaquet avec la pose d'une stèle de pierre bleue. Cette place, réaménagée dans les années 2003-2008, regroupe espace de loisirs, plateau sportif et maison des associations. Cette dernière accueille notamment l'harmonie de Taisnières, une union musicale qui participe aux manifestations officielles et assure plusieurs prestations dans les communes avoisinantes.
Un autre hameau est la Carlotte. Peu avant la Seconde Guerre mondiale, le Génie militaire français a créé sur la crête qui va de Houdain-lez-Bavay à la Carlotte une ligne de défense anti-char formée par un fossé et une levée de terre.
Dans le cadre d'un nouveau regroupement de communes, prévu pour le 31 décembre 2011, la commune a voté le 28 juillet 2011 sa préférence pour l'adhésion à l'Agglomération de Maubeuge.

## Héraldique
|  | Les armes de Taisnières-sur-Hon se blasonnent ainsi : De gueules à deux clefs d'or adossées en sautoir, les pannetons en haut. |

## Politique et administration

### Politique locale
Jean-Paul Legrand meurt le 1er mars 2018. Chantal Jacmain assure alors l'intérim jusqu'à ce qu'elle soit élue maire le 22 avril 2018.

### Liste des maires
Maire en 1802-1803 : Auquier.
Maire en 1807 : Lescut.
Maire en 1881 : Brasseur.

Maire en 1939 : Hélin.
| Identité                                          | Période   | Période                                 | Durée           | Étiquette |
| Identité                                          | Début     | Fin                                     | Durée           | Étiquette |
| ------------------------------------------------- | --------- | --------------------------------------- | --------------- | --------- |
| Hubert Prévot (d)                                 | juin 1995 | mars 2001                               | 5 ans et 9 mois |           |
| Gérard Drancourt (d)                              | mars 2001 | 2004 (démission)                        | 3 ans           |           |
| Antoine Martinez (d)                              | 2004      | mars 2008                               | 4 ans           |           |
| Jean-Paul Legrand (d) (juin 1948 - 1er mars 2018) | mars 2008 | 1er mars 2018 (mort en cours de mandat) | 10 ans          |           |
| Chantal Jacmain (d), (née le 2 novembre 1959)     | mars 2018 | En cours                                | 7 ans et 5 mois |           |

## Économie
Une station de compression de gaz naturel, exploitée par GRTgaz, est installée sur le territoire de la commune.

## Population et société

### Démographie

#### Évolution démographique
L'évolution du nombre d'habitants est connue à travers les recensements de la population effectués dans la commune depuis 1793. Pour les communes de moins de 10 000 habitants, une enquête de recensement portant sur toute la population est réalisée tous les cinq ans, les populations de référence des années intermédiaires étant quant à elles estimées par interpolation ou extrapolation. Pour la commune, le premier recensement exhaustif entrant dans le cadre du nouveau dispositif a été réalisé en 2004.

En 2022, la commune comptait 960 habitants, en évolution de −1,84 % par rapport à 2016 (Nord : +0,51 %, France hors Mayotte : +2,11 %).
| 1793  | 1800 | 1806 | 1821  | 1831  | 1836  | 1841  | 1846  | 1851  |
| ----- | ---- | ---- | ----- | ----- | ----- | ----- | ----- | ----- |
| 1 065 | 744  | 855  | 1 253 | 1 296 | 1 386 | 1 329 | 1 234 | 1 282 |

| 1856  | 1861  | 1866  | 1872  | 1876  | 1881  | 1886  | 1891  | 1896  |
| ----- | ----- | ----- | ----- | ----- | ----- | ----- | ----- | ----- |
| 1 255 | 1 249 | 1 302 | 1 383 | 1 367 | 1 335 | 1 300 | 1 268 | 1 265 |

| 1901  | 1906  | 1911  | 1921  | 1926  | 1931 | 1936 | 1946  | 1954 |
| ----- | ----- | ----- | ----- | ----- | ---- | ---- | ----- | ---- |
| 1 228 | 1 156 | 1 114 | 1 022 | 1 038 | 971  | 943  | 1 003 | 934  |

| 1962  | 1968 | 1975 | 1982 | 1990 | 1999 | 2004 | 2006 | 2009 |
| ----- | ---- | ---- | ---- | ---- | ---- | ---- | ---- | ---- |
| 1 012 | 917  | 856  | 860  | 957  | 912  | 859  | 872  | 913  |

| 2014 | 2019 | 2022 | - | - | - | - | - | - |
| ---- | ---- | ---- | - | - | - | - | - | - |
| 960  | 957  | 960  | - | - | - | - | - | - |

#### Pyramide des âges
La population de la commune est relativement jeune.
En 2018, le taux de personnes d'un âge inférieur à 30 ans s'élève à 32,0 %, soit en dessous de la moyenne départementale (39,5 %). À l'inverse, le taux de personnes d'âge supérieur à 60 ans est de 26,0 % la même année, alors qu'il est de 22,5 % au niveau départemental.
En 2018, la commune comptait 497 hommes pour 467 femmes, soit un taux de 51,56 % d'hommes, largement supérieur au taux départemental (48,23 %).
Les pyramides des âges de la commune et du département s'établissent comme suit.
| Hommes | Classe d’âge | Femmes |
| ------ | ------------ | ------ |
| 0,2    | 90 ou +      | 0,6    |
| 5,5    | 75-89 ans    | 6,2    |
| 17,8   | 60-74 ans    | 21,8   |
| 22,9   | 45-59 ans    | 18,8   |
| 19,9   | 30-44 ans    | 22,4   |
| 13,0   | 15-29 ans    | 12,7   |
| 20,7   | 0-14 ans     | 17,5   |

| Hommes | Classe d’âge | Femmes |
| ------ | ------------ | ------ |
| 0,5    | 90 ou +      | 1,4    |
| 5,3    | 75-89 ans    | 8,1    |
| 14,8   | 60-74 ans    | 16,2   |
| 19,1   | 45-59 ans    | 18,4   |
| 19,5   | 30-44 ans    | 18,7   |
| 20,7   | 15-29 ans    | 19,1   |
| 20,2   | 0-14 ans     | 18     |

## Lieux et monuments
- L'église Notre-Dame-de-la-Visitation de Taisnières-Sur-Hon, de 1900.
- L'église Saint Martin de Malplaquet, XIXe siècle.
- La ferme du Moulin Williot avec son pigeonnier-porche monumental du XVIIIe siècle et son moulin, rebâti fin XIXe siècle.
- Le monument commémoratif de la Bataille de Malplaquet bâti en 1909.
- Deux voies romaines reliant Bavay à Mons.

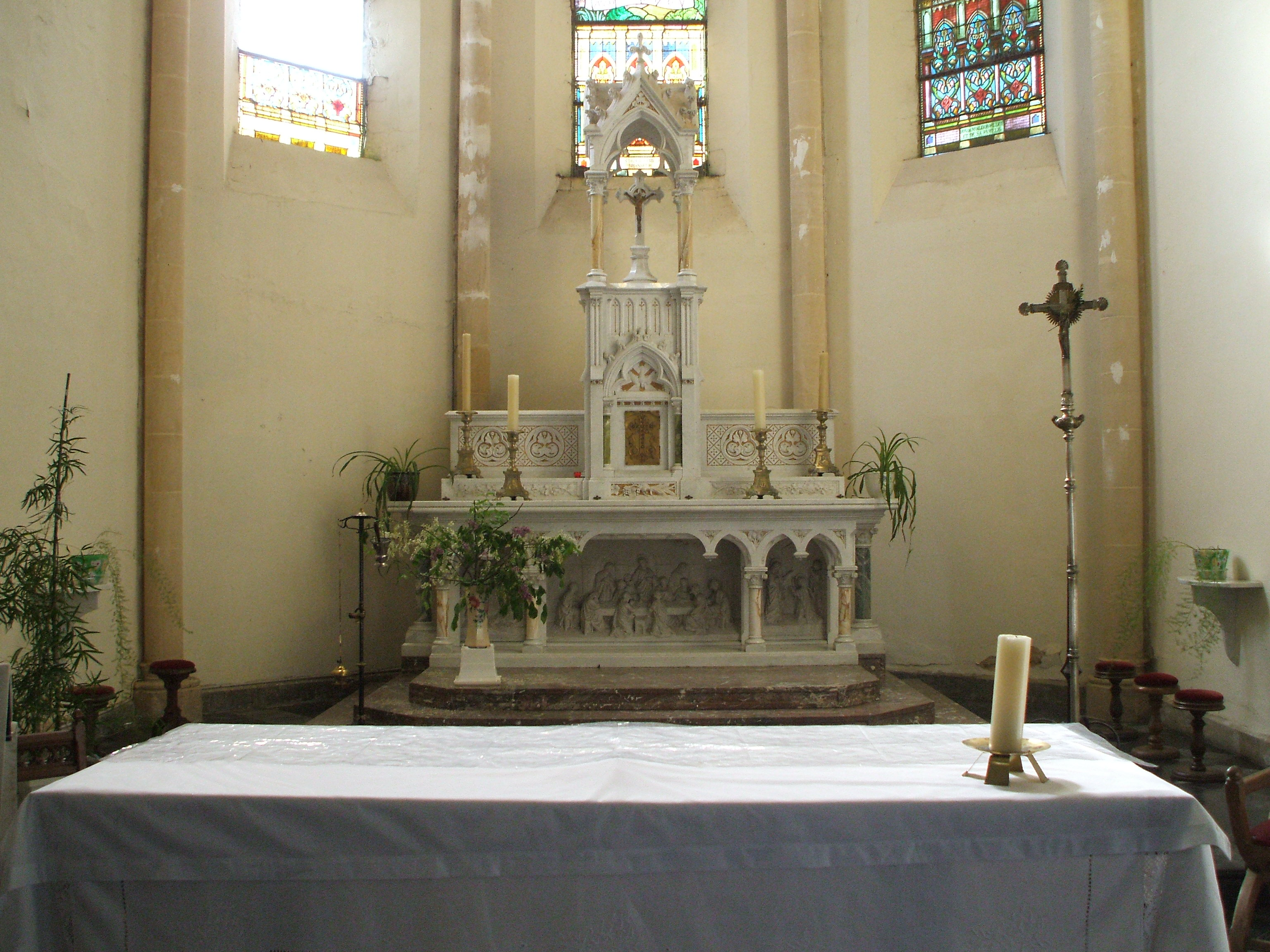
Autel de l'église de Taisnières-sur-Hon
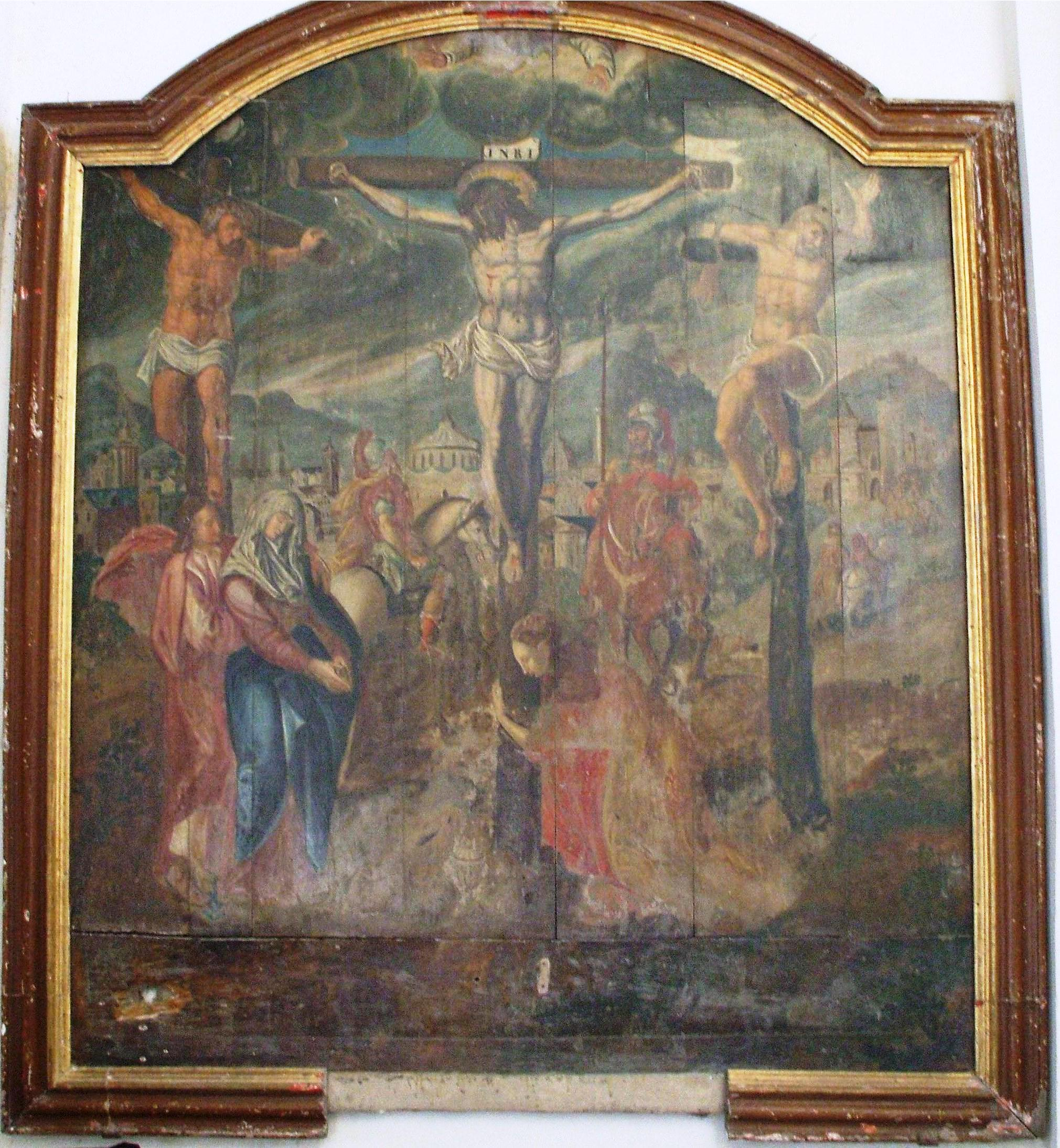
La Crucifixion, tableau de l'église de Taisnières-sur-Hon.
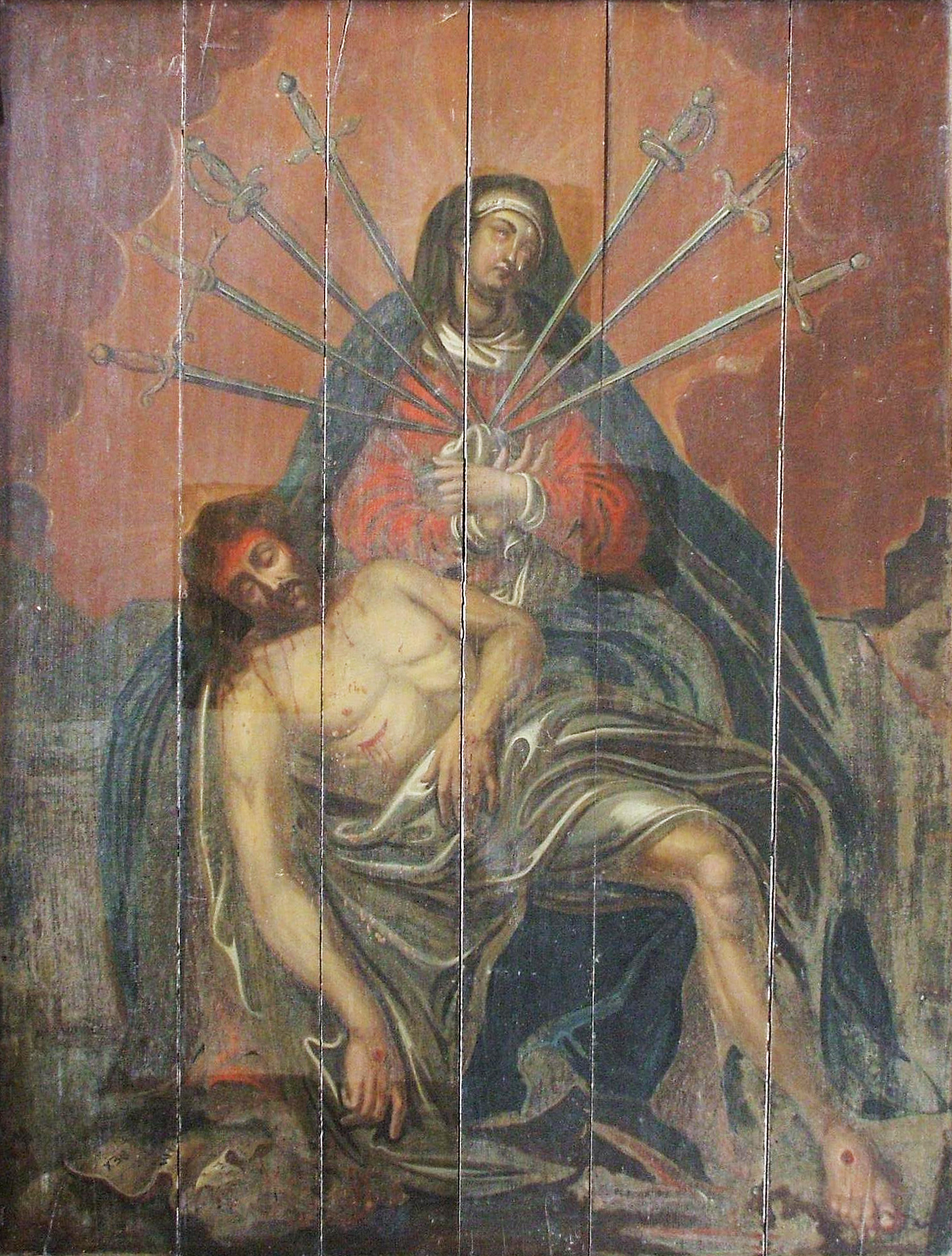
Pietà, tableau de l'église de Taisnières-sur-Hon.
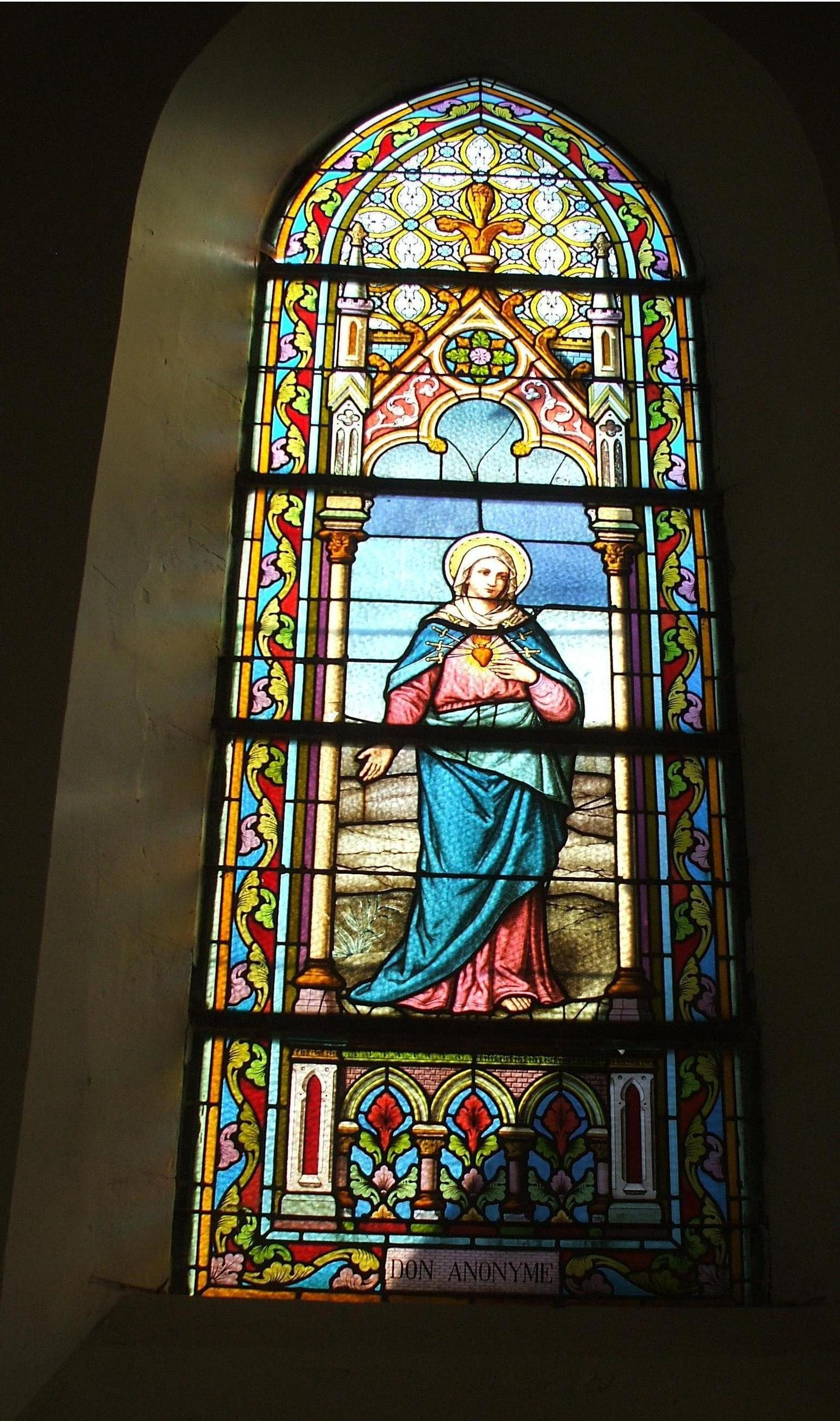
Notre Dames des sept douleurs, vitrail de l'église de Taisnières-sur-Hon.

## Pour approfondir